# Cuprite
La cuprite è un minerale, ossido di rame (Cu2O).

## Abito cristallino
Impalcatura cubica a corpo centrato di ossigeni, nella quale si collocano gli ioni rame.
Spesso anche in cristalli di forma ottaedrica, meno sovente cubici o rombododecaedrici, o in combinazione di queste tre forme.
La varietà calcotrichite si presenta sotto forma di cristalli aciculari.
Massivo, granulare.
Molto rari sono gli icosaedri pentagonali.

## Origine e giacitura
Si trova nelle miniere di rame come ossidazione dei minerali di rame e rame nativo stesso, associato talvolta a rame nativo, malachite, azzurrite e limonite. In queste miniere di rame si trova come minerale di affioramento o di cappello,
Questo minerale si forma, oltre che nei modi precedenti, anche nella zona di riduzione in un giacimento a solfuri con rame come calcopirite, calsosina e covellina. Quindi lo potremo trovare associato a tenorite, malachite ed azzurrite.

## Forma in cui si presenta in natura
Raramente, si trova in cristalli rossi più o meno trasparenti. Ha un colore rosso, che ricorda quello del rame metallico. La polvere è bruna rossastra, con un riflesso metallico.

## Proprietà fisiche
- Solubile in acidi, soluzioni di ammoniaca o di idrossido di sodio.[3]
- AL cannello o sul carbone, diventa nera, ridotta con carbonato di sodio da il globulo di rame[1]
- Fotoelettricità: 44,46 barn/cc[2]
- Densità di elettroni: 5,64 gm/cc[2]
- Indice di fermionei: 0.00005367[2]
- Indice di bosoni: 0.99994633[2]
- Indice di rifrazione: 2,85[4]

## Usi
È un minerale che viene sfruttato per l'estrazione del rame.
Il minerale ha un modesto valore gemmologico per la sua bassa durezza, tuttavia le gemme ricavate da questo minerale possono arrivare a pesare fino ad un centinaio di carati.

## Luoghi di ritrovamento
- Europa:
  - Cornovaglia: Redruth, Liskerùard e distretto di Lizard[3]
  - Francia: miniera di Chessy presso Lione[1][3]
  - Italia: presso Rocchetta di Vara e nella miniera di Calaboma (Alghero)[1]
- America.
  - Stati Uniti, miniera di Bisbee in Arizona[3]
  - Cile[1]
  - Bolivia[1]
- Africa del sud ovest, Tsumeb[3]